# 卡夸爾
11°26′19″S 61°26′50″W / 11.43861°S 61.44722°W

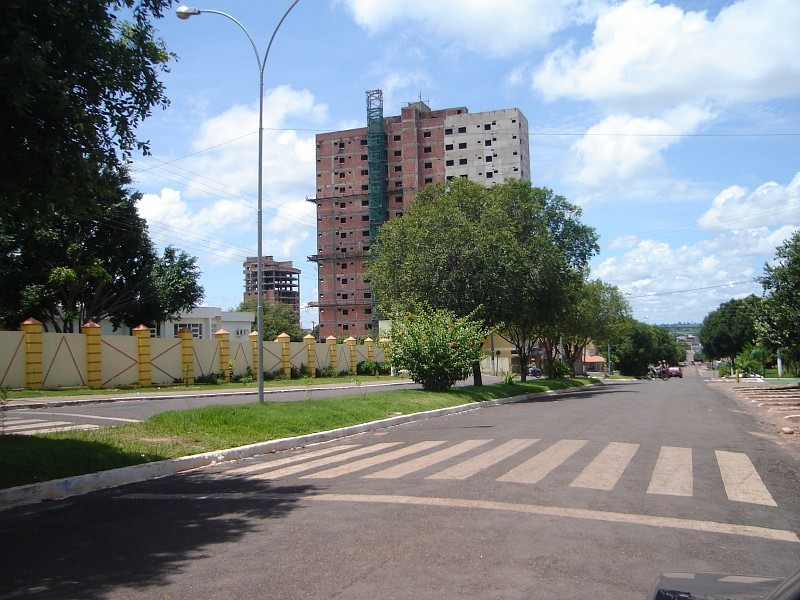
卡夸爾

卡夸爾（葡萄牙語：Cacoal），是巴西的城鎮，位於該國西北部，由朗多尼亞州負責管轄，始建於1977年11月26日，面積3,793平方公里，海拔高度200米，2014年人口135,556，人口密度每平方公里20.8人。